# Alcorn County
Das Alcorn County ist ein County im US-amerikanischen Bundesstaat Mississippi. Im Jahr 2020 hatte das County 34.740 Einwohner und eine Bevölkerungsdichte von 33,6 Einwohnern pro Quadratkilometer. Der Verwaltungssitz (County Seat) ist Corinth, das nach der gleichnamigen griechischen Stadt benannt wurde. Das County gehört zu den Dry Countys, was bedeutet, dass der Verkauf von Alkohol eingeschränkt oder verboten ist.

## Geografie
Das County liegt im Norden von Mississippi, grenzt an Tennessee und ist im Osten etwa 35 km von Alabama entfernt. Es hat eine Fläche von 1039 Quadratkilometern, wovon vier Quadratkilometer Wasserfläche sind. An das Alcorn County grenzen folgende Nachbarcountys:
| Hardeman County (Tennessee) | McNairy County (Tennessee) | Hardin County (Tennessee) |
| Tippah County               |                            | Tishomingo County         |
|                             | Prentiss County            |                           |

## Geschichte

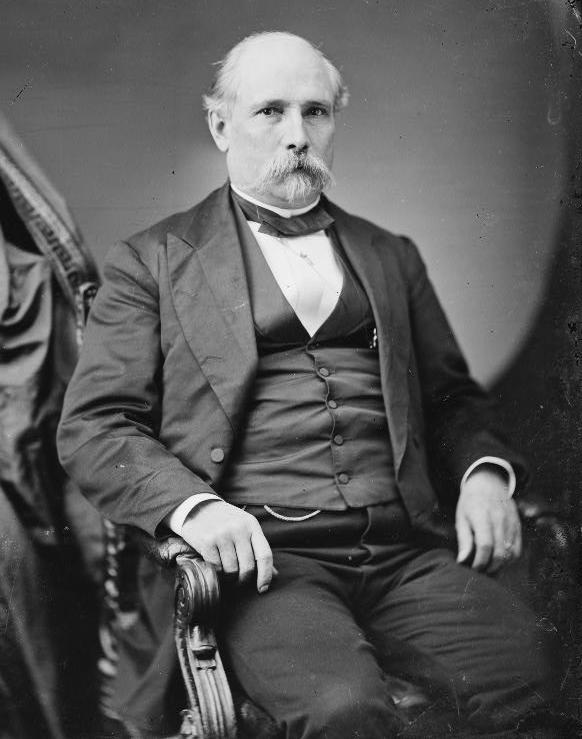
James Alcorn

Auf dem Gebiet des heutigen Alcorn County fand während des Amerikanischen Bürgerkrieges im Jahr 1862 die Schlacht von Corinth statt, die mit einem Sieg der Unionstruppen endete.
Das Alcorn County wurde am 15. April 1870 aus Teilen des Tippah County und des Tishomingo County gebildet. Benannt wurde es nach James L. Alcorn (1816–1894), einem früheren – von 1870 bis 1871 amtierenden – Gouverneur von Mississippi.
Durch seine verkehrsgünstige Lage an der Kreuzung zweier Bahnlinien der Illinois Central Railroad (heute CN) und der Southern Railway (heute NS) wurde das Verwaltungszentrum in der Stadt Corinth eingerichtet.
Im Alcorn County liegt ein National Military Park, der Shiloh National Military Park. Ein weiterer Ort hat den Status einer National Historic Landmark, die Siege and Battle of Corinth Sites. 20 Bauwerke und Stätten des Countys sind insgesamt im National Register of Historic Places eingetragen (Stand 31. Januar 2018).

## Demografische Daten
Nach der Volkszählung im Jahr 2010 lebten im Alcorn County 37.057 Menschen in 13.685 Haushalten. Die Bevölkerungsdichte betrug 35,8 Einwohner pro Quadratkilometer. In den 13.685 Haushalten lebten statistisch je 2,66 Personen.
Ethnisch betrachtet setzte sich die Bevölkerung zusammen aus 86,5 Prozent Weißen, 11,8 Prozent Afroamerikanern, 0,3 Prozent amerikanischen Ureinwohnern, 0,4 Prozent Asiaten sowie aus anderen ethnischen Gruppen; 0,9 Prozent stammten von zwei oder mehr Ethnien ab. Unabhängig von der ethnischen Zugehörigkeit waren 2,8 Prozent der Bevölkerung spanischer oder lateinamerikanischer Abstammung.
24,2 Prozent der Bevölkerung waren unter 18 Jahre alt, 59,6 Prozent waren zwischen 18 und 64 und 16,2 Prozent waren 65 Jahre oder älter. 51,2 Prozent der Bevölkerung war weiblich.

Das jährliche Durchschnittseinkommen eines Haushalts lag bei 32.342 USD. Das Pro-Kopf-Einkommen betrug 17.954 USD. 19,1 Prozent der Einwohner lebten unterhalb der Armutsgrenze.

## Ortschaften im Alcorn County
City
- Corinth

Towns
- Farmington
- Glen
- Rienzi

Village
- Kossuth

Unincorporated Communities
- Biggersville
- Jacinto
- Wenasoga

## Gliederung
Das Alcorn County ist in fünf durchnummerierte Distrikte eingeteilt:
| Distrikt | Einwohner (2010) | FIPS     |
| -------- | ---------------- | -------- |
| 1        | 7546             | 28-90018 |
| 2        | 6398             | 28-90756 |
| 3        | 7603             | 28-91494 |
| 4        | 8239             | 28-92232 |
| 5        | 7271             | 28-92970 |